# Jüri Leesment
Jüri Leesment (* 5. März 1961 in Jõgeva) ist ein estnischer Dichter.

## Leben
Jüri Leesment ging in Suislepa, Landgemeinde Tarvastu, und Jõgeva zur Schule und studierte von 1979 bis 1985 an der Universität Tartu Estnische Philologie. Nach seinem Studienabschluss war er von 1985 bis 1987 Leiter des Archivs des Tallinner Polytechnikums. Von 1988 bis 1991 organisierte er die Kulturarbeit der Tallinner Freizeitparks, und von 1991 bis 1995 war er Redakteur bei Kultuur ja Elu, zeitweise auch Chefredakteur. Seit 1996 lebt er als freiberuflicher Journalist in Tallinn.
Jüri Leesment ist Mitglied des Estnischen Schriftstellerverbandes. 

## Werk
Leesment ist vor allem dadurch bekannt geworden, dass er in der Phase der Singenden Revolution die Texte zu den Liedern von Alo Mattiisen schrieb, die große Popularität erlangten. „Die patriotischen Lieder des Tandems Mattiisen-Leesment auf den Tartuer Musiktagen trafen ins Schwarze.“ Hierbei schöpfte er teilweise aus der Vergangenheit, indem er bekannte estnische (Volks)lieder für Rockmusik umschrieb, teilweise schrieb er jedoch auch neue Texte. Manche Kritiker sahen Parallelen zu Hando Runnel, Doris Kareva und Artur Alliksaar, letzteren zählte der Autor neben Heiti Talvik und Hermann Hesse selbst zu seinen Vorbildern.

## Bibliografie
- Vihm ei võõrasta. Valik tekste 1981–1987 ('Regen befremdet nicht. Texte aus den Jahren 1981–1987'). Tallinn: Eesti Raamat 1990. 60 S.
- Saada mind kiusatusse. Valik tekste 1988–2007 ('Führe mich in Versuchung. Texte aus den Jahren 1988–2007'). Tartu: Ilmamaa 2007. 71 S.
- Täna mängime elu ('Heute spielen wir Leben'). Tartu: Ilmamaa 2018. 84 S.

## Sekundärliteratur
- Tõnu Õnnepalu: Igaviku omale otsides, in: Eesti Elu / Estonian Life 4 (16), 1991, 22.3.
- Sirje Olesk: Isamaalauliku iroonia ja kurbus, in: Looming 11/1990, S. 1569–1570.
- Paavo Kangur, Jüri Leesment: Mässav vabaduslaulik. Jüri Leesmenti ja Alo Mattiiseni lugu. [Tõrvandi]: Inglisilla Produktsioon [2018]. 186 S.